# Swansea (1974–1996)
Swansea var ett distrikt i grevskapet West Glamorgan, i Wales. Detta distrikt hade 189 400 invånare år 1992. Distriktet upprättades den 1 april 1974 genom att county borough Swansea slogs ihop med landsdistriktet Gower. Det avskaffades 1 april 1996 och blev en del av Swansea.